# گردنه هیراب

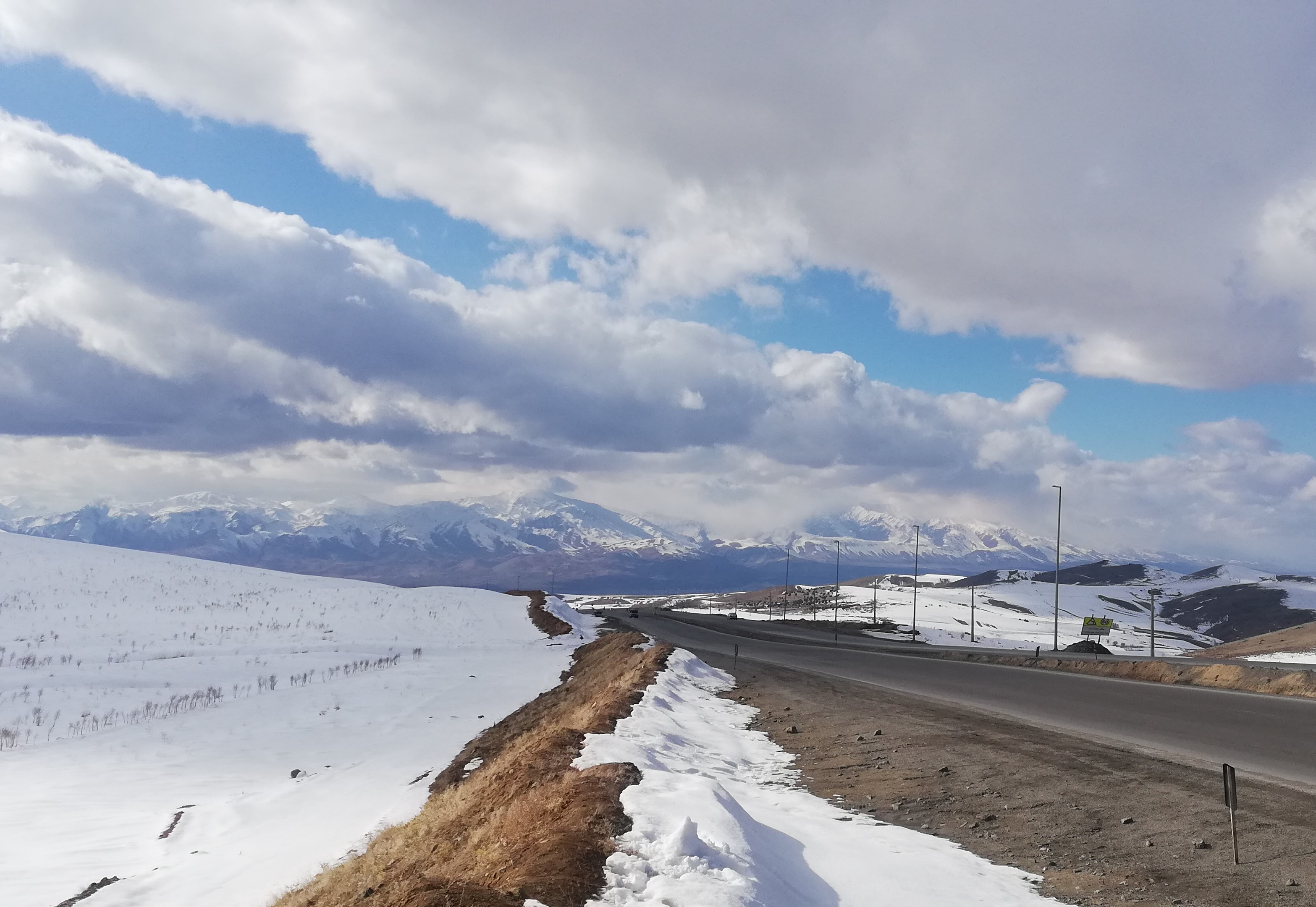
گردنه هیراب محدوده راهدارخانه هیراب.

گردنه هیراب منطقه ای کوهستانی در شهرستان بروجرد در شمال شرقی استان لرستان است که بزرگراه بروجرد-اراک از آن  گذر می کند. با توجه به این که این جاده، بخشی از شاهراه تهران-جنوب است، تردد زیادی در آن صورت می گیرد. گردنه هیراب گاه با نام گردنه زالیان هم شناخته می شود اما در اصل، گردنه هیراب همراه با گردنه زالیان، دو منطقه کوهستانی متوالی بین بروجرد و توره هستند. این منطقه مرتفع، سردسیر و برفگیر است و در موقع بارش برف، گاه مسدود می شود .
مسیر بزرگراه بروجرد-اراک در محدوده گردنه هیراب از سمت غرب از روستای دهکرد شروع می شود و در سمت شرق به ورودی استان مرکزی در روستای کله جوب ختم می شود. بلندترین نقطه این جاده، در نزدیکی راهدارخانه جانبازان (هیراب)  و پایگاه امداد جاده ای هیراب قرار دارد و ارتفاع آن از سطح دریا  ۲۴۰۰ متر است. دو روستای هیراب و قلعه ثمورخان مرتفع ترین روستاهای مجاور این گردنه هستند و قهوه خانه عسلی نیز در این منطقه قرار دارد.